# King Island, Saskatchewan
King Island är en ö i Kanada.   Den ligger i provinsen Saskatchewan, i den centrala delen av landet, 2 400 km väster om huvudstaden Ottawa. Arean är 0,50 kvadratkilometer.
I omgivningarna runt King Island växer i huvudsak blandskog. Trakten runt King Island är nära nog obefolkad, med mindre än två invånare per kvadratkilometer.